# Jacob Rees-Mogg
Sir Jacob Rees-Mogg (Bath, 24 maggio 1969) è un politico britannico,  membro del Parlamento (MP) per il North East Somerset dal 2010 al 2024. È stato Leader della Camera dei Comuni e Lord presidente del Consiglio dal 2019 al 2022, Ministro di Stato per le opportunità Brexit e l'efficienza del governo da febbraio a settembre 2022 e Segretario di Stato per le imprese, l'energia e la strategia industriale da settembre a ottobre 2022. Membro del Partito conservatore, Rees-Mogg ha precedentemente presieduto l'euroscettico European Research Group (ERG) dal 2018 al 2019 ed è stato associato a opinioni socialmente conservatrici.

## Biografia
Conseguita la laurea presso l'Università di Oxford, Rees-Mogg ha lavorato nella City di Londra come gestore di investimenti nei mercati emergenti. Nel 2007 ha fondato una propria società, la Somerset Capital Management. Nelle elezioni politiche del 1997 è stato candidato Tory per il collegio scozzese di Central Fife, una zona di forte sostegno al partito laburista, e ha ricevuto il 9% dei voti. Nel 2001 è stato candidato per il collegio di The Wrekin, nello Shropshire, e fu di nuovo il perdente.
Durante la campagna elettorale generale 2010, The Times lo ha descritto come la caricatura di un Tory "distaccato" e "altro-mondano", definendolo come "il peggior incubo di David Cameron". Nonostante questo, Rees-Mogg è diventato deputato nella camera dei comuni per il collegio di North East Somerset. Nel parlamento è diventato famoso per il suo euroscetticismo. Il 24 luglio 2019 è stato nominato Leader della Camera dei comuni e Lord presidente del Consiglio dal primo ministro Boris Johnson.